# Giai Xuân, huyện Phong Điền
Giai Xuân là một xã thuộc huyện Phong Điền, thành phố Cần Thơ, Việt Nam.
Xã Giai Xuân có diện tích 19,86 km², dân số năm 1999 là 14.188 người, mật độ dân số đạt 714 người/km².